# Calalco
Calalco är en ort i Mexiko.   Den ligger i kommunen Coyutla och delstaten Veracruz, i den sydöstra delen av landet, 180 km nordost om huvudstaden Mexico City. Calalco ligger 216 meter över havet och antalet invånare är 836.
Terrängen runt Calalco är huvudsakligen kuperad, men åt nordost är den platt. Runt Calalco är det tätbefolkat, med 356 invånare per kvadratkilometer. Närmaste större samhälle är Coyutla, 4,7 km nordväst om Calalco. Omgivningarna runt Calalco är en mosaik av jordbruksmark och naturlig växtlighet.